# The Voyages of Marco Polo
The Voyages of Marco Polo — настільна гра, розроблена італійськими авторами Даніеле Таскіні та Сімоне Лучіані, яка вийшла у 2015 році. Гра здобула Deutscher Spiele Preis 2015 року та була включена до рекомендаційного списку Kennerspiel des Jahres того ж року. Крім того, гра виграла нагороду «Багатокористувацька гра» на International Gamers Award у 2015 році і була нагороджена експертною премією на Nederlandse Spellenprijs у 2016 році.

## Історія створення та ігрові матеріали
У грі The Voyages of Marco Polo гравці слідують історичним шляхом Марко Поло до Китаю та його досягненнями. Кожен гравець бере на себе роль одного з персонажів з особливими здібностями, проходячи шлях Марко Поло з Венеції до Пекіна. Використовуючи свої вміння, гравці займаються торгівлею та накопичують багатство. Гра складається з п'яти раундів, протягом яких гравці використовують значення на своїх кубиках, щоб отримати якомога більше переможних балів до кінця гри.

## Випуски та відгуки
The Voyages of Marco Polo була розроблена італійськими авторами ігор Даніеле Таскіні та Сімоне Лучіані під назвою Sulle Tracce di Marco Polo, і гра вперше була випущена у 2015 році видавництвом Giochi Uniti в Італії та німецьким видавництвом Hans im Glück. Ілюстрації та дизайн коробки створив Денніс Лоусен. Гра також вийшла іншими мовами. Видавництво Devir випустило іспанську та португальську версії, а у 2016 році — бразильське видання. Багатомовна версія від Albi доступна чеською, польською та словацькою мовами. Крім того, гра перекладена французькою (Filosofia Éditions), англійською (Z-Man Games), нідерландською (999 Games) та японською (Arclight).
Гра отримала Deutscher Spiele Preis 2015 року та була включена до рекомендаційного списку Kennerspiel des Jahres . Крім того, гра виграла нагороду «Багатокористувацька гра» на International Gamers Award у 2015 році та отримала експертну премію Nederlandse Spellenprijs у 2016 році.
Після отримання Deutscher Spiele Preis було видано друге видання гри від Hans im Glück, де ігрові поля стали однотипного кольору: звичайні поля сині, одноразові — коричневі (на картах), а спеціальні поля мають свої кольори. Це видання можна впізнати за логотипом «Deutscher Spiele Preis». Також після нагородження вийшло міні-доповнення під назвою The New Characters. На міжнародному ігровому фестивалі в Ессені у 2017 році вийшло перше офіційне доповнення до гри під назвою Супутники Марко Поло. Крім того, гра доступна в онлайн-версії на платформі Yucata, де її можна грати через браузер.
У 2019 році було випущено окрему гру-сиквел Marco Polo II: In the Service of the Khan.